# Romanos II
Romanos II (Hy Lạp: Ρωμανός Β΄, Rōmanos II) (938 – 15 tháng 3, 963) là Hoàng đế Đông La Mã. Ông kế vị phụ hoàng Konstantinos VII vào năm 959 ở tuổi hai mươi mốt và qua đời đột ngột vào năm 963.

## Tiểu sử
Romanos II là con trai của Hoàng đế Konstantinos VII và Hoàng hậu Helena Lekapene, con gái của Hoàng đế Romanos I và vợ là Theodora. Được đặt theo tên ông ngoại, Romanos lúc còn nhỏ đã kết hôn với Bertha, con gái ngoài giá thú của Hugh xứ Arles, Vua nước Ý nhằm kết thành đồng minh. Cô đã đổi tên thành Eudokia sau cuộc hôn nhân của họ, nhưng mất sớm vào năm 949, trước khi kịp sinh một người thừa kế, do vậy chẳng bao giờ trở thành một cuộc hôn nhân thực sự và làm tiêu tan liên minh này. Ngày 27 tháng 1 năm 945, Konstantinos VII kế thừa các anh em họ đang bị loại bỏ, là những người con trai của Romanos Lekapenos, lên ngôi một mình. Ngày 6 tháng 4 năm 945, Konstantinos làm lễ tấn phong thái tử Romanos làm đồng hoàng đế. Do Hugh bị tước đoạt quyền hành ở Ý và mất vào năm 947, Romanos được phụ hoàng hứa cho phép tự tuyển dâu. Romanos đã chọn con gái một chủ quán trọ tên Anastaso mà cậu kết hôn vào năm 956 và đổi tên thành Theophano.
Tháng 11 năm 959, Romanos II lên kế vị phụ hoàng giữa lúc có tin đồn rằng ông hoặc vợ đã đầu độc hoàng đế. Romanos liền thanh trừng đám cận thần của cha mình và đưa bạn bè vào giữ những chức vụ trọng yếu. Để xoa dịu người vợ có sức quyến rũ, ông miễn tội cho Thái hậu Helena và buộc năm chị em của mình phải vào tu viện. Tuy vậy, nhiều người được Romanos bổ nhiệm có cả cố vấn trưởng là viên thái giám Joseph Bringas.
Romanos II cũng mặc sức phó thác các vấn đề quân sự vào tay các vị tướng tài ba của mình, đặc biệt là hai anh em Leon và Nikephoros Phokas. Năm 960 Nikephoros Phokas được lệnh triều đình thống lĩnh một hạm đội hùng hậu gồm 1000 tàu dromons, 2000 tàu chelandia và 308 tàu vận chuyển (toàn bộ hạm đội do 27.000 tay chèo và lính thủy điều khiển) chở 50.000 quân đến lấy lại Kríti thoát khỏi ách thống trị từ người Hồi giáo. Sau một chiến dịch gian khổ và cuộc vây hãm thành Chandax kéo dài chín tháng, Nikephoros đã thành công trong việc tái lập quyền kiểm soát của Đông La Mã lên toàn bộ hòn đảo này vào năm 961. Sau buổi lễ ăn mừng chiến thắng được tổ chức tại Constantinopolis, hoàng đế liền phái Nikephoros đến vùng biên giới phía đông ngăn chặn các vụ đột kích hàng năm vào miền Tiểu Á của Emir xứ Aleppo là Sayf al-Dawla. Nikephoros tiến binh vào giải phóng Cilicia và thậm chí là Aleppo trong năm 962, cướp phá cung điện của Emir và chiếm giữ 390.000 đồng dinar bạc, 2000 con lạc đà, và 1400 con la. Trong lúc ấy Leon Phokas và Marianos Argyros đã đánh trả một cuộc xâm nhập của người Magyar vào khu vực Balkan thuộc chủ quyền của Đông La Mã.

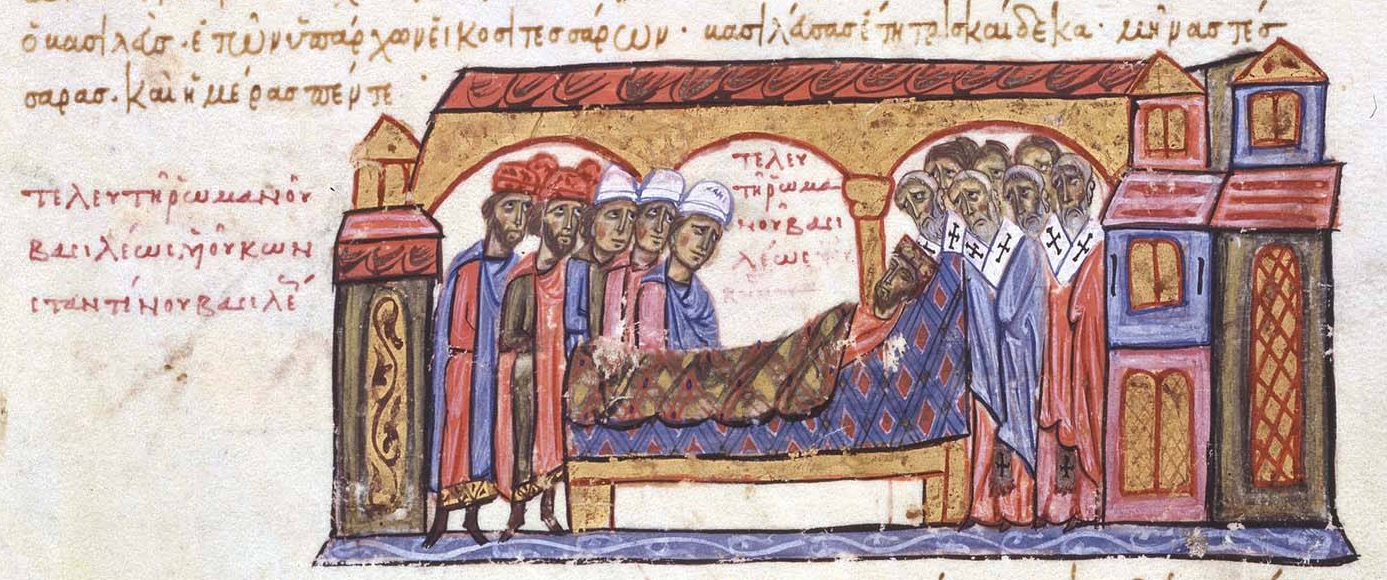
Cái chết của Romanos II

Sau một chuyến đi săn dông dài Romanos II đột nhiên bị ốm và qua đời vào ngày 15 tháng 3 năm 963. Mọi người đồn đại cái chết của ông là do hoàng hậu Theophano đầu độc thế nhưng chẳng có lấy bằng chứng nào về điều này, và Theophano sẽ bị rủi ro nhiều hơn bằng cách đánh đổi vị thế an toàn của ngôi vị Augusta với tình trạng bấp bênh của một Nhiếp chính vương góa bụa cho đứa con thơ của mình. Lòng tin cậy của Romanos II dành cho vợ mình và cận thần như Joseph Bringas đã khiến cho chính quyền trở nên tương đối hữu hiệu, nhưng lại làm dấy lên sự bất bình trong giới quý tộc kết hợp với quân đội. Trước cái chết của Romanos, Thái hậu của ông, giờ phải phụ chính cho hai vị đồng hoàng đế còn đang ở độ tuổi vị thành niên, đã mau chóng kết hôn với tướng Nikephoros Phokas và có gian díu với một viên tướng khác tên là Ioannes I Tzimiskes, cả hai người đều được đưa lên ngôi vị hoàng đế liên tiếp. Nhờ vậy mà quyền lợi con cái của Theophano vẫn được gìn giữ và sau cùng tới khi Tzimiskes chết trong chiến tranh, trưởng nam của bà là Basileios II mới trở thành hoàng đế bề trên.

## Gia đình
Romanos kết hôn lần đầu tiên vào tháng 9 năm 944 với Bertha, con gái ngoài giá thú của Hugh xứ Arles, Vua nước Ý, rồi đổi tên cô thành Eudokia từ sau hôn lễ. Cô mất vào năm 949, cuộc hôn nhân của cô không được như ý muốn.
Hoàng đế có với người vợ thứ hai Theophano ba người con:
- Basileios II, sinh năm 958
- Konstantinos VIII, sinh năm 960
- Anna Porphyrogenita, sinh ngày 13 tháng 3 năm 963